# Logny-lès-Aubenton
Logny-lès-Aubenton ist eine französische Gemeinde mit 83 Einwohnern (Stand 1. Januar 2022) im Département Aisne in der Region Hauts-de-France (vor 2016 Picardie). Sie gehört zum Arrondissement Vervins, zum Kanton Hirson und zum Gemeindeverband Trois Rivières.

## Geographie
Die Gemeinde Logny-lès-Aubenton liegt am Fluss Ton im Osten der Thiérache, etwa 15 Kilometer südöstlich von Hirson und grenzt im Osten an das Département Ardennes. Nachbargemeinden von Logny-lès-Aubenton sind Any-Martin-Rieux im Norden, Auge und Bossus-lès-Rumigny im Nordosten, Hannappes im Osten, Mont-Saint-Jean im Süden sowie Aubenton im Westen.

## Bevölkerungsentwicklung
| Jahr                       | 1962 | 1968 | 1975 | 1982 | 1990 | 1999 | 2006 | 2015 | 2022 |
| Einwohner                  | 125  | 106  | 90   | 70   | 82   | 73   | 75   | 75   | 83   |
| Quellen: Cassini und INSEE |      |      |      |      |      |      |      |      |      |

## Sehenswürdigkeiten
- Wehrkirche Saint-Rémi, Monument historique seit 1989[1]

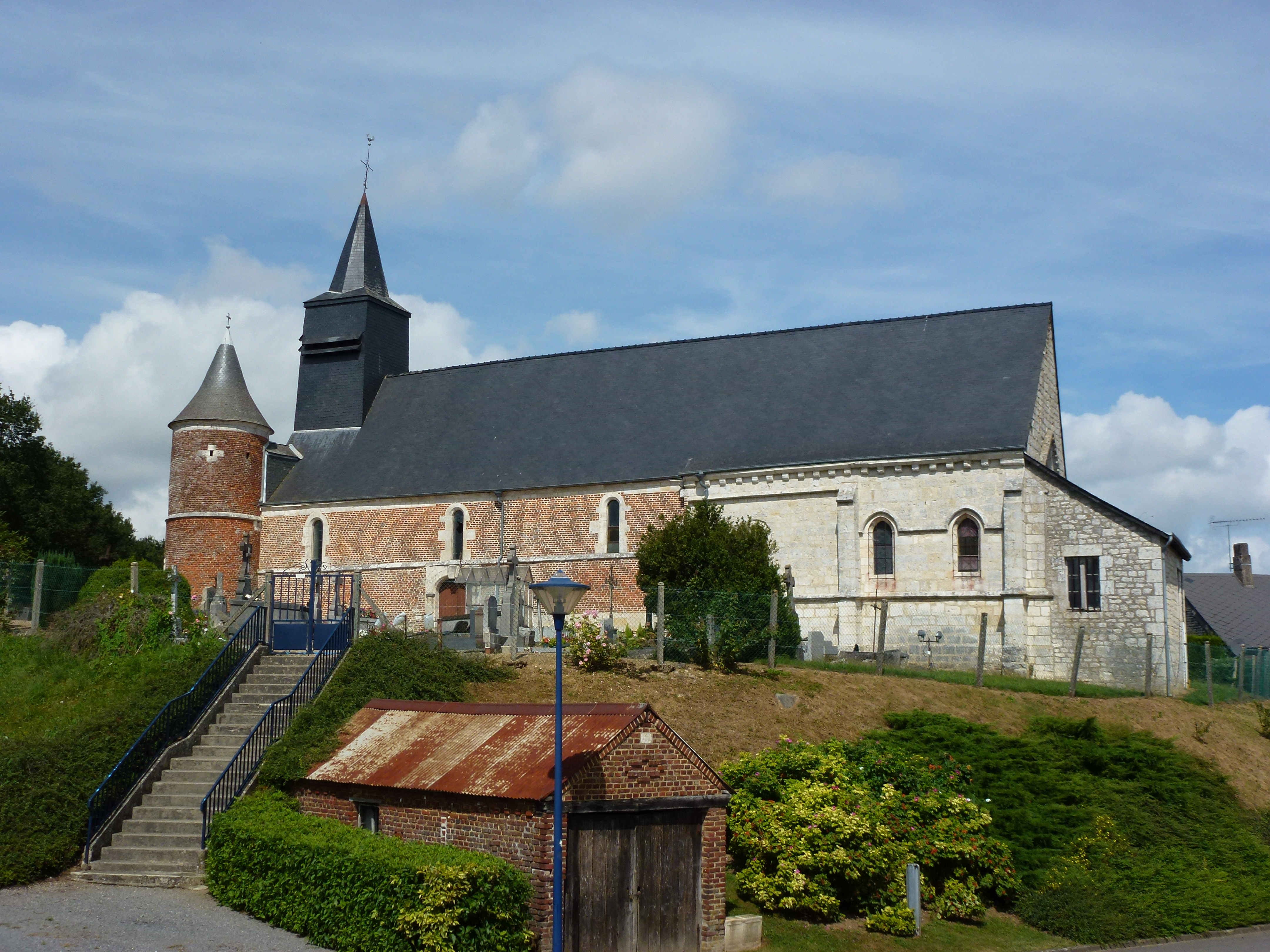
Kirche Saint-Rémi
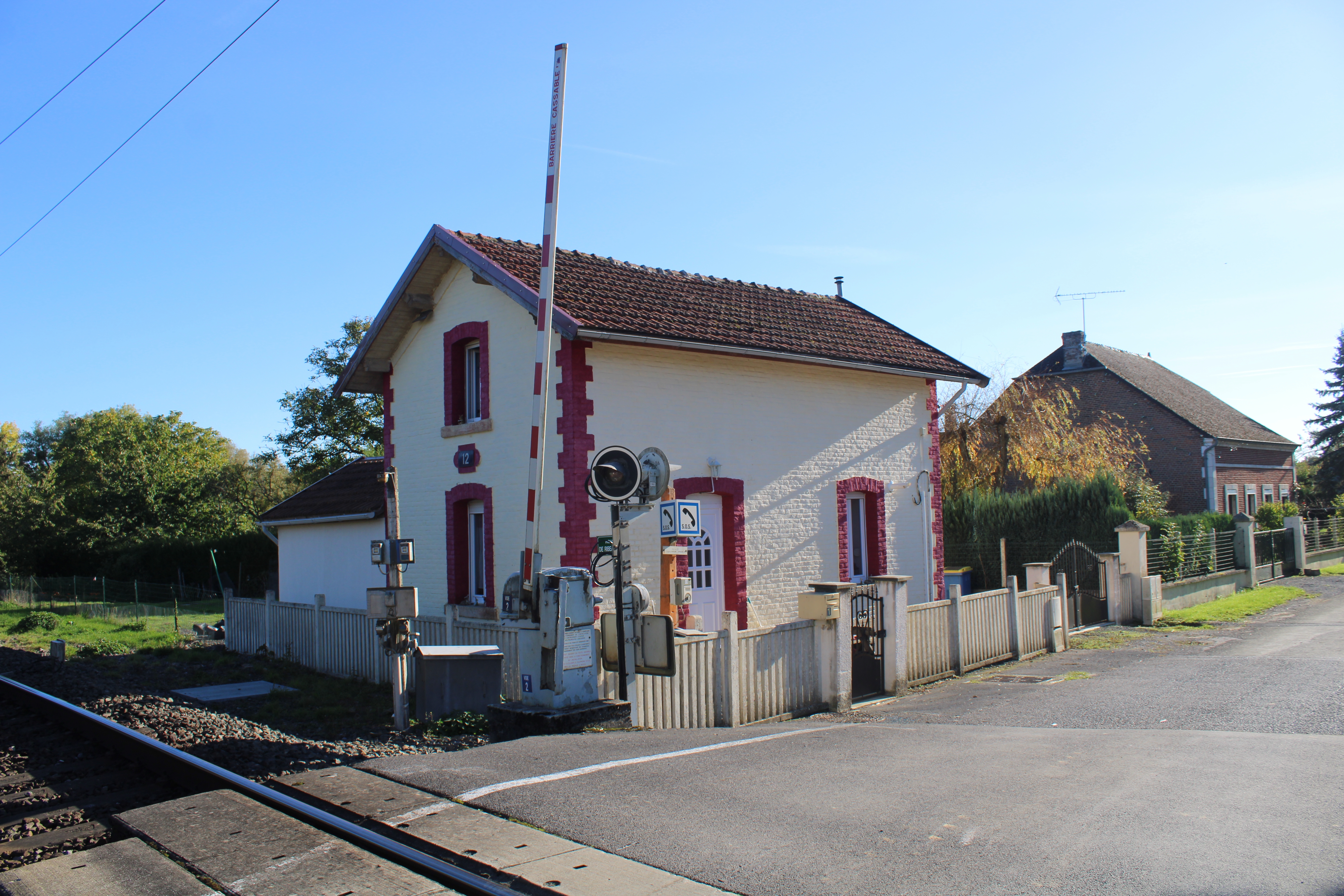
Ehemaliges Schrankenwärterhaus